# Premio Lunezia
Il Premio Lunezia è un riconoscimento che si svolge tra Aulla e La Spezia ed è impegnato nella valorizzazione musicale-letteraria delle canzoni italiane. È stato fondato ad Aulla nel 1996. Dal 2011 al 2017 si è interamente tenuto a Marina di Carrara.
La rassegna ha come media partner Rai Isoradio per la promozione delle "Nuove proposte", nel palmares mediatico anche il supporto di Rai Radio Uno, Rai News, Rai Cultura e Rai 5 che nelle varie edizioni hanno programmato speciali e notiziari. Il nome della manifestazione fa riferimento alla ipotizzata regione fisico-politica Lunezia.
Inizialmente nato con l'intenzione di premiare i testi delle canzoni, con la tesi della musical-letterarietà, redatta dal critico Paolo Talanca, e con formule di ascolto come il re-pi-can, acronimo di REcita-PIano-CANto, il Premio Lunezia si evolve cercando di valorizzare l'arte-canzone.

## Storia
Il premio è nato ad Aulla nel 1996, dalle ceneri di Festivalando, da un'idea dello spezzino Stefano De Martino, suo patron storico, e con la presenza di Fernanda Pivano e Fabrizio De André. Tra i primi concorsi italiani ad assegnare un riconoscimento ai testi delle canzoni, sin dalla sua prima edizione è stato concepito come un vero e proprio spettacolo, nel quale si alternano momenti di melodia orchestrale, la recita dei testi premiati e le esibizioni dal vivo degli artisti. La prima edizione si è svolta nel 1996 ad Aulla e ha visto il supporto di Radio Italia, che coinvolse gli ascoltatori nella scelta delle canzoni da candidare. Inoltre, Ugo Pagliai e Paola Gassman recitarono dieci testi di canzoni dal dopoguerra in poi, tra i quali Caruso di Lucio Dalla e La donna cannone di Francesco De Gregori. La serata è stata presentata da Francesco Cataldo, conduttore di Radio Italia. A partire dalla seconda edizione, il premio ha acquisito maggiore valenza e la direzione artistica è stata affidata a Luciana Damiano, precedentemente impegnata con Rai Radio. Dal 2001, la direzione artistica è in mano a Loredana D'Anghera, che ancora oggi dirige la sezione "Nuove proposte". La commissione giudicatrice cambia la propria composizione ad ogni edizione. Tra gli altri, vi hanno fatto parte Fernanda Pivano nel 1997, nel 1998 e nel 1999 e Dario Salvatori sino al 2022. La decima edizione, svoltasi nel 2005, è stata presentata da Pippo Baudo. Altre edizioni sono state condotte da Gabriella Carlucci (dal 2000 al 2001), da Fabrizio Frizzi (dal 2006 al 2008) e da Safiria Leccese (nel 2009). Dal 2011 al 2017 la manifestazione si è trasferita interamente a Marina di Carrara.
Il Premio ha ospitato e fatto esibire numerosi interpreti della musica italiana, tra cui Ligabue, Vasco Rossi, Ivano Fossati, Fabrizio De André, Claudio Baglioni, Laura Pausini, Elisa, Pooh, Mauro Pagani, Gianni Morandi, i Negramaro, Andrea Bocelli, Charles Aznavour, Vinicio Capossela, Edoardo Bennato, Lucio Dalla e Gianna Nannini.
Claudio Baglioni è l’unico artista nella storia del Premio Lunezia ad aver ricevuto due riconoscimenti nella stessa edizione. Nel 2003, infatti, gli sono stati assegnati il premio per il valore musical-letterario dell’album Sono io – L’uomo della storia accanto e il premio menzione antologica per il brano Mille giorni di te e di me.
La manifestazione programma inoltre appuntamenti collaterali alle edizioni denominati Premio Lunezia Story o I salotti del Premio Lunezia, eventi che ripercorrono la storia e i vincitori dalla prima edizione ai nostri giorni, facendo parallelismi tra la letteratura delle canzoni e la letteratura tradizionale.
Dal 2001 il Festival presenta la sezione "Nuove proposte", diretta da Loredana D'Anghera. I finalisti del Lunezia, sezione "Nuove proposte", sono stati promossi anche da Rai Radio 1. Alcune edizioni recenti hanno ricevuto le attenzioni di Rai Cultura (per Rai 1 e Rai 3) e di Rai 5. La diciottesima edizione ha ottenuto la presenza e la collaborazione di Rai Radio 1, Rai 5, Rai News e Rai Cultura. Dal 2016, la manifestazione ha confermato il Patrocinio del Ministero della cultura, la partnership con la Nazionale italiana cantanti e la promozione delle nuove proposte a Rai Isoradio, collaborazioni ancora in atto per il 2023 e proposte anche per il 2024 e 2025. Nell'ambito del Festival di Sanremo, vengono assegnati due Premi Lunezia per Sanremo, uno destinato ai big e uno alle nuove proposte, premi resi noti sul sito del festival sanremese, su TV Sorrisi e Canzoni e su molti altri media. Dal 2017 Beppe Stanco è il Direttore musicale e il Segretario della Commissione che propone e motiva i vari premi conferiti sul tema del valore musical-letterario. Dal 2018, la manifestazione è tornata ad Aulla, con serate anche a La Spezia.  Nel 2020 il Premio Lunezia per Sanremo Big è stato conferito nella Sala Stampa del Palafiori a Diodato, risultato poi vincitore della 70ª edizione.
Il 27 giugno 2021 il Premio Lunezia ha inaugurato, in prossimità del lungofiume Magra ad Aulla, il primo indirizzo civico d'Italia intitolato a una canzone: Piazza Smisurata Preghiera, opera di Fabrizio De André e vincitrice del Premio Lunezia 1997.

## Albo d'oro
Di seguito sono riportati i vincitori del Premio Lunezia dal 1996:

### 1996 - I edizione
- Andrea Lo Vecchio - Premio per il brano Luci a San Siro[9]
- Mariella Nava - Premio Lunezia nuove stelle[9]
- Gatto Panceri - Premio Lunezia nuove stelle[9]

### 1997 - II edizione
- Fabrizio De André - Premio per il brano Smisurata preghiera[10]
- Maurizio Lauzi - Premio Lunezia nuove stelle per il brano Il capo dei giocattoli[11].

### 1998 - III edizione
- Samuele Bersani - Premio per il brano Giudizi universali[12]
- Mogol - Premio alla carriera[11]
- Vincenzo Incenzo - Premio Lunezia nuove stelle[11]
- Cristina Donà - Premio Lunezia nuove stelle[11]

### 1999 - IV edizione
- Vasco Rossi - Premio per l'album Canzoni per me[11][13]
- Daniele Silvestri - Premio Laurea De André (voluto e consegnato da Dori Ghezzi)[13]

### 2000 - V edizione
- Luciano Ligabue - Premio per l'album Miss Mondo[11][14]
- Lùnapop - Premio non letterario Lunezia nuove stelle[14]
- Ivano Fossati - Premio della critica per La disciplina della Terra[14]
- Franco Migliacci - Premio alla carriera[14]
- Comunicazione Corrotta - Premio speciale emergenti[14]

### 2001 - VI edizione
- Biagio Antonacci - Premio per l'album 9/NOV/2001
- Laura Pausini - Premio miglior autrice dell'anno per Viaggio con te
- Tricarico - Premio Lunezia nuove stelle per il brano Io sono Francesco
- Bruno Lauzi - Premio alla carriera[15]
- Valerio Negrini - Premio Lunezia antologia per il brano Uomini soli

### 2002 - VII edizione
- Cristiano De André - Premio per l'album Scaramante[16]
- Francesco Renga - Premio della critica per l'album Francesco Renga
- Marco Masini - Premio Lunezia antologia per il brano La libertà
- Carmen Consoli - Premio Lunezia autrice dell'anno per l'album L'eccezione
- Eugenio Finardi - Premio alla carriera

### 2003 - VIII edizione
- Claudio Baglioni - Premio per l'album Sono io - L'uomo della storia accanto[17]
- Claudio Baglioni - Premio Lunezia antologia per il brano Mille giorni di te e di me
- Anna Oxa - Premio Lunezia autrice dell'anno, per l'album Ho un sogno
- Niccolò Fabi - Premio della critica per l'album La cura del tempo
- Cesare Cremonini - Premio Lunezia poesia del rock per il brano PadreMadre

### 2004 - IX edizione
Premi consegnati tra il 21 luglio 2004 e il 24 luglio 2004:
- Antonello Venditti - Premio per l'album Che fantastica storia è la vita
- Guido Morra, Maurizio Fabrizio - Premio Lunezia antologia per il brano Brividi
- Amedeo Minghi - Premio alla carriera
- Caparezza - Premio della critica per l'album Verità supposte
- Morgan - Premio Lunezia nuove stelle per l'album Canzoni dell'appartamento
- Piero Pelù - Premio Lunezia poesia del rock per l'album Soggetti smarriti
- Carmen Consoli - Premio Lunezia miglior autrice per l'album L'anfiteatro e la bambina impertinente
- Pino Romanelli e Bungaro - Premio LuneziaperSanremo 2004 per il brano Guardastelle
- Marco Masini - Premio LuneziaLatteMiele 2004 per il brano Ci vorrebbe il mare
- Nada - Premio Menzione speciale per l'album Tutto l'amore che mi manca

### 2005 - X edizione
Premi consegnati tra il 21 luglio 2005 e il 24 luglio 2005:
- Gianluca Grignani - Premio per l'album Il re del niente
- Vincenzo Incenzo - Premio Lunezia antologia per il brano Cinque giorni
- Tiromancino - Premio della critica per l'album Illusioni parallele
- Elisa - Premio Lunezia autrice dell'anno, per il brano Una poesia anche per te
- Povia - Premio Lunezia nuove stelle, per l'album Evviva i pazzi... che hanno capito cos'è l'amore
- Enrico Ruggeri - Premio Lunezia Radio InBlu 2005 per il brano Il mare d'inverno
- Teresa De Sio - Premio Lunezia menzione speciale per l'album A Sud! A Sud!
- Têtes de Bois - Premio Lunezia élite per l'album Pace e male
- Max Manfredi - Premio Lunezia doc
- Pacifico - Premio Lunezia menzione speciale per l'album Musica leggera
- Andrea Sisti - Premio Lunezia menzione speciale per l'album Dietro le quinte
- Andrea Parodi - Premio Lunezia etno-music (conferito da Rai Trade)
- Ennio Rega - Premio Lunezia IMAIE 2005 per l'album Concerie
- Enzo Gentile - Premio Lunezia Libro dell'Anno per Legata a un granello di sabbia

### 2006 - XI edizione
Premi consegnati tra il 19 luglio 2006 e il 22 luglio 2006:
- Raf - Premio per l'album Passeggeri distratti
- Sergio Endrigo - Premio Lunezia antologia per il brano Io che amo solo te
- Vinicio Capossela - Premio della critica per l'album Ovunque proteggi
- Simone Cristicchi - Premio Lunezia nuove stelle per l'album Fabbricante di canzoni
- Alberto Fortis - Premio Lunezia Radio InBlu 2006
- Mango - Premio Lunezia menzione speciale per l'album Ti amo così
- Pino Marino - Premio Lunezia élite per l'album Acqua luce e gas
- Alessio Lega - Premio Lunezia doc
- Umberto Sangiovanni & Daunia Orchestra - Premio Lunezia menzione speciale per l'album Lacontrora
- Saverio Grandi - Premio Lunezia menzione speciale
- Peppe Barra - Premio Lunezia etno-music (conferito da RaiTrade)
- Mario Venuti - Premio LuneziaperSanremo per il brano Un altro posto nel mondo
- Stadio - Premio Lunezia pop d'autore per l'album Canzoni per parrucchiere Live Tour
- Negramaro - Premio Lunezia poesia del rock per l'album Mentre tutto scorre
- Sandro Neri - Premio per il volume biografico Pooh - La grande storia 1966-2006

### 2007 - XII edizione
Premi consegnati tra il 18 luglio e il 21 luglio 2007:
- Avion Travel - Premio Lunezia élite per l'album Danson metropoli - Canzoni di Paolo Conte
- Francesco Baccini - Premio Lunezia menzione speciale per l'album Dalla parte di Caino
- Fabio Concato - Premio Lunezia pop d'autore per l'album Oltre il giardino
- Grazia Di Michele - Premio Lunezia menzione speciale per l'album Respiro
- Nek - Premio Lunezia poesia del rock per il brano Nella stanza 26
- New Trolls - Premio Lunezia antologia per il brano Una miniera
- Fabrizio Moro - Premio Lunezia nuove stelle, per l'album Pensa e riconoscimento assegnato da TV Sorrisi e Canzoni
- Marco Ongaro - Premio Lunezia doc
- Gatto Panceri - Premio Lunezia menzione speciale per il brano Abita in te
- Laura Pausini - Premio Lunezia nel mondo
- Ron - Premio Lunezia menzione speciale per il brano Vorrei incontrarti fra cent'anni
- Antonella Ruggiero - Premio LuneziaperSanremo, per il brano Canzone fra le guerre
- Ivan Segreto - Premio Lunezia inBlu
- Gianmaria Testa - Premio della critica, per l'album Da questa parte del mare

### 2008 - XIII edizione
Premi consegnati tra il 23 luglio e il 26 luglio 2008:
- Ornella Vanoni - Premio Lunezia pop d'autore, per l'album Una bellissima ragazza
- Negramaro - Premio Lunezia poesia del rock per il brano Via le mani dagli occhi
- Max Gazzè - Premio della critica per l'album Tra l'aratro e la radio
- Niccolò Agliardi - Premio Lunezia nuove stelle per l'album Da casa a casa
- Premiata Forneria Marconi - Premio Lunezia antologia per il brano Maestro della voce
- Paolo Vallesi - Premio Lunezia menzione speciale antologica per il brano La forza della vita
- Isa - Premio Lunezia doc
- Toto Cutugno - Premio alla carriera
- L'Aura - Premio LuneziaperSanremo per il brano Basta![24]
- Eugenio Bennato - Premio Lunezia etno-music per il brano Grande sud
- Massimiliano Larocca - Premio Lunezia canzone d'autore per l'album La breve estate
- Elio e le Storie Tese - Premio Lunezia Progressive per l'album Studentessi
- Roberto Santoro - Premio Lunezia future stelle per l'album L'elisir del passionario
- Aida Satta Flores - Premio Lunezia live per l'album Aida Banda Flores

### 2009 - XIV edizione
Premi consegnati tra il 23 luglio 2009 e il 26 luglio 2009:
- Afterhours - Premio della critica per l'album Il paese è reale
- Dolcenera - Premio Lunezia per Sanremo per il brano Il mio amore unico
- Roberto Sironi - Premio Lunezia Doc
- Sergio Cammariere - Premio Lunezia élite per l'album Cantautore piccolino
- Lucio Dalla, Marco Alemanno - Premio Libro dell'anno per Gli occhi di Lucio
- Merolla - Premio Etno music per l'album Kokoro
- Toto Cutugno - Premio alla carriera
- Joe Barbieri - Premio Lunezia Popon per l'album Maison Maravilha
- Carlo Fava - Premio Lunezia canzone e teatro per l'album Neve
- Simona Molinari - Premio Lunezia nuove stelle per l'album Egocentrica
- Ivano Fossati - Premio Lunezia rock d'autore per l'album Musica moderna e premio speciale consegnato da Sorrisi e Canzoni
- Pacifico - Premio Lunezia menzione speciale per l'album Dentro ogni casa
- Max Manfredi - Premio Lunezia canzone d'autore per l'Album Luna persa
- Ivana Spagna e Loredana Bertè - Premio Lunezia rock per l'album Lola & Angiolina Project
- Andrea Sisti e Marco Conidi - Premio Lunezia menzione speciale per il brano L'amore che viene

### 2010 - XV edizione
Premi consegnati tra il 22 luglio 2010 e il 25 luglio 2010:
- Bungaro - Premio Canzone d'autore per il brano Dal destino infortunato
- Federico Sirianni - Premio Lunezia Doc
- Massimo Priviero - Premio Rock d'autore per il brano Lettera al figlio (se)
- Angelo Branduardi - Premio Lunezia élite
- Gianni Morandi - Premio Lunezia Pop per il brano Grazie a tutti
- Yo Yo Mundi - Premio Lunezia live per il tour Canzoni d'amore, di lotta e di speranza
- Original Slammer Band - Premio Lunezia menzione speciale
- Enrico De Angelis - Premio Libro dell'anno per Musica sulla carta
- Mario Lavezzi - Premio alla carriera
- Piji - Premio Lunezia future stelle
- Mario Venuti - Premio Pop d'autore per l'album Recidivo
- Alberto Bertoli - Premio Lunezia tributo a Pierangelo Bertoli per la canzone A muso duro
- Solis String Quartet - Premio Lunezia menzione speciale per l'album R.evolution
- Simona Molinari - Premio Jazz d'autore per il brano Amore a prima vista
- Eugenio Finardi - Premio Antologia per il brano Musica ribelle
- Roberta Di Lorenzo - Premio Menzione speciale per l'album L'occhio della luna
- Giulio Casale - Premio Canzone e teatro per lo spettacolo La canzone di Nanda
- Patty Pravo - Premio menzione speciale per il brano Sogno
- Ornella Vanoni - Premio alla carriera

### 2011 - XVI edizione
Consegna premi: Marina di Carrara il 21, 22 e 23 luglio. Artisti premiati:
- Giorgia - Per il valore musicale e letterario dell'album Dietro le apparenze
- Canzone al Cinema - Max Gazzè con Mentre dormi
- Recital Musicale - Nazzareno Carusi e Vittorio Sgarbi con Discorso a due
- Doc - Pippo Pollina per la qualità musical-letteraria delle sue canzoni
- Pop d'autore - Niccolò Agliardi con Non vale tutto
- Sanremo - Giusy Ferreri con Il mare immenso
- Future Stelle - Caraserena per la qualità musical-letteraria delle loro canzoni
- Libro dell'anno - Massimo Cotto con Il grande libro del Rock (e non solo)
- Canzone d'autore 2011 - Canzoni per adulti di Marco Ongaro
- Pop - Pooh con Dove comincia il sole
- Pop-rock - Modà
- Etno-Music - Andhira con Nakitirando
- Nel Mondo - Giorgia Fumanti per la qualità musical-letteraria delle sue canzoni
- Antologia - Mauro Pagani con Creuza de Mà
- Menzione Speciale - Noemi con Vuoto a perdere
- Menzione Speciale - Chiara Canzian con Il mio sangue
- Menzione Speciale - Serena Abrami con Lontano da tutto
- Menzione Speciale - Ghost con La vita è uno specchio
- Menzione Speciale - Mango con La terra degli aquiloni

### 2012 - XVII edizione
Premi consegnati tra il 20 e il 22 luglio 2012 a Marina di Carrara:
- Niccolò Fabi - Premio Lunezia élite - segnalazione antologica per il valore Musical-Letterario del brano Costruire
- Nomadi - Premio Lunezia alla Carriera
- Marco Masini - Per tributo a Giancarlo Bigazzi e Menzione Speciale per il valore Musical-Letterario dell'Album Niente d'importante
- Umberto Palazzo - Premio Lunezia Doc per il valore Musical-Letterario dell'Album Canzoni della notte e della controra
- Annalisa - Premio Lunezia Menzione Speciale per il valore Musical-Letterario dell'Album Mentre tutto cambia
- Enzo e Paolo Jannacci - Premio Lunezia Menzione Speciale Antologica per il valore Musical-Letterario del brano L'uomo a metà
- Erica Mou - Premio Lunezia per Sanremo - Nuova Generazione - per il valore Musical-Letterario del brano Nella vasca da bagno del tempo
- Nair - Premio Lunezia Menzione Speciale per il valore Musical-Letterario dell'Album Ithaca
- Patty Pravo - Premio Lunezia Menzione Speciale per il valore Musical-Letterario del brano La luna
- Bobo Rondelli - Premio Lunezia Canzone d'autore per il valore Musical-Letterario dell'Album L'ora dell'ormai
- Arisa - Premio Lunezia per Sanremo - Big - per il valore Musical-Letterario del brano La notte
- Enzo Avitabile - Premio Lunezia Etno-Music per il valore Musical-Letterario dell'Album Black Tarantella
- Giovanni Block - Premio Lunezia Future Stelle per il valore Musical-Letterario dell'Album Un posto ideale
- Giulio Casale - Premio Lunezia Rock d'Autore per il valore Musical-Letterario dell'Album Dalla parte del torto
- Marco Ferradini - Premio Lunezia Menzione Speciale Antologica per il valore Musical-Letterario del brano Teorema
- Mauro Ermanno Giovanardi - Premio Lunezia Menzione Speciale per il talento Musical-Letterario
- Subsonica - Premio Lunezia Menzione Speciale per il valore Musical-Letterario dell'Album New Eden e tributo alla Cover Up Patriots to Arms
- Antonello Venditti - Premio Lunezia Pop d'Autore per il valore Musical-Letterario dell'Album Unica

Premi consegnati ad Aulla il 1º dicembre 2012
- Gerardina Trovato - Premio Lunezia Menzione Speciale Antologica per il Valore Musical-Letterario del brano Vivere
- Ennio Rega - Premio Lunezia Menzione Speciale per il Valore Musical-Letterario dell'album Arrivederci Italia
- Francesco Baccini - Premio Lunezia Live per l'album Baccini canta Tenco

### 2013 - XVIII edizione[29]
- Paolo Simoni - Premio Lunezia per Sanremo 2013 per le qualità Musical-Letterarie del brano Le parole[30]
- Massimo Di Cataldo - Premio Lunezia Menzione Antologica 2013 per il valore Musical-Letterario del brano Se adesso te ne vai
- Mietta - Premio Lunezia Menzione Antologica 2013 per qualità Musical-Letterarie del brano Dubbi no e per il talento interpretativo dimostrato nella sua carriera
- Malika Ayane - Premio Lunezia per Sanremo 2013 per le qualità Musical-Letterarie del brano E se poi
- Anna Oxa - Premio Lunezia Interprete 2013 per avere valorizzato, con il talento interpretativo, le qualità Musical-Letterarie delle canzoni italiane
- Premio Lunezia, tributo a Valerio Negrini, per avere valorizzato, con il suo contributo, la musical-letterarietà delle canzoni italiane. Con la presenza di Roby Facchinetti dei Pooh
- Nesli - Premio Lunezia Pop, per la qualità Musical-Letteraria dell'Album Nesliving Vol. 3 - Voglio
- Renzo Rubino - Premio Lunezia Pop d'Autore per la qualità Musical-Letteraria dell'album Poppins
- Andrea Mirò - Premio Lunezia Doc 2013 per la qualità Musical-Letteraria delle sue canzoni
- Roberto Vecchioni - Premio Lunezia Antologia 2013 per il valore Musical-Letterario del brano Le rose blu
- Daniele Ronda - Premio Lunezia Etno-Music 2013 per le qualità Musical-Letterarie dell'Album La sirena del po
- Giuliano Sangiorgi - Premio Lunezia Menzione Speciale 2013 per la coerenza letteraria dimostrata nel libro Lo spacciatore di carne
- Negramaro - Premio Lunezia 2013 per la particolarità e qualità del progetto Teatro 69.
- Andrea Scanzi (giornalista) - Premio Lunezia a Teatro 2013 per l'opera teatrale Gaber se fosse Gaber
- Alex Britti - Premio Lunezia della Critica 2013 per la qualità Musical-Letteraria dell'album Bene così
- Alessio Lega - Premio Lunezia Canzone d'autore 2013 per la qualità Musical-Letteraria dell'album Malatesta
- Ron - Premio Lunezia Cover d'Autore 2013 per il valore Musical-Letterario dell'album Way out
- Targa Lunezia 2013 conferita ad un ospite a sorpresa la sera del 20 luglio per il contributo storico offerto alla musica leggera e quindi al valore Musical-Letterario.
- Premio Lunezia della Critica - Baustelle - Per il valore Musical-Letterario dell'album Fantasma

### 2014 - XIX edizione
- Archimia - Menzione Lunezia per la potenzialità e il talento violinistico (Fondazione Q)
- Matia Bazar - Targa Lunezia per la costante qualità Musical-Letteraria espressa nella carriera musicale. Tributo al talento creativo nell'arte-canzone.
- Alberto Bertoli - Premio Lunezia Menzione Speciale per il Valore Musical-Letterario dell'album Bertoli
- Mario Biondi - Premio Lunezia interprete per avere valorizzato, con le caratteristiche vocali, le qualità Musical-Letterarie delle Canzoni
- Red Canzian - Premio Lunezia a Fondazione Q per l’attività di scouting, per la cura e la crescita di nuovi talenti musicali.
- Alessandro Casillo - Premio Lunezia Menzione Speciale per il Valor Musical-Letterario dell'album Ale
- Simone Cristicchi - Premio Lunezia Canzone a Teatro per il Valor Musical-Letterario dello Spettacolo Magazzino 18
- Elisa - Premio Lunezia Pop d'Autore per il Valore Musical-Letterario dell'album L'anima vola
- Ylenia Lucisano - Premio Lunezia Future Stelle per il Valore Musical-Letterario dell'album Piccolo universo
- Pino Marino - Premio Lunezia DOC per il Valore Musical-Letterario del brano L'acqua e la pazienza
- Andrea Mingardi - Premio Lunezia alla Carriera e Menzione Speciale al Valore Musical-Letterario del brano Sogno
- Negrita - Premio Lunezia Rock d'Autore per il Valore Musical-Letterario dell'album Déjà vu
- Nek - Premio Lunezia Pop Rock per il Valore Musical-Letterario dell'album Filippo Neviani
- Piero Pelù - Premio Lunezia Menzione Speciale al libro Identikit di un ribelle
- Max Pezzali - Premio Lunezia Pop per il Valore Musical-Letterario del brano Il Presidente di tutto il mondo
- Alberto Tessarotto - Menzione Lunezia per la potenzialità e il talento pianistico (Fondazione Q)
- Tiromancino - Premio Lunezia della Critica per il Valore Musical-Letterario dell'album Indagine di un sentimento

### 2015 - XX edizione
- Amara - Premio Lunezia Pop d'Autore per il Valore Musical-Letterario dell’album Donna Libera
- Brunori Sas - Premio Lunezia Indie – Pop per il Valore Musical-Letterario dell’album Vol. 3 - Il cammino di Santiago in taxi
- Erica Boschiero - Premio Lunezia Future Stelle per il Valore Musical-Letterario dell’album Caravanbolero
- Giorgio Conte - Premio Lunezia DOC per il Valore Musical-Letterario dell’album Cascina Piovanotto
- Dajana - Premio Lunezia Menzione Speciale per il Valore Musical-Letterario del brano Clementina
- Grazia Di Michele e Mauro Coruzzi - Premio Lunezia per Sanremo per il Valore Musical-Letterario del brano Io sono una finestra
- Dolcenera - Premio Lunezia Menzione Speciale per il Valore Musical-Letterario del brano Fantastica
- Fedez - Premio Lunezia Pop- Rap per il Valore Musical-Letterario dell'album Pop-Hoolista
- Frankie Hi-Nrg Mc - Premio Lunezia Antologia per il Valore Musical-Letterario del brano Quelli che ben pensano
- Ghost - Premio Lunezia Antologia per il Valore Musical-Letterario del brano Libero
- Gianluca Grignani - Premio Lunezia Rock d’Autore per il Valore Musical-Letterario dell’album A volte esagero
- Marco Ligabue - Premio Lunezia Menzione Speciale per il Valore Musical-Letterario dell’album Luci- Le uniche cose importanti
- Fabrizio Moro - Premio Lunezia Menzione Speciale per il Valore Musical-Letterario dell’album Via delle Girandole 10
- Francesca Michielin - Premio Lunezia Pop per il Valore Musical-Letterario del brano L'amore esiste
- Nathalie - Premio Lunezia Pop per il Valore Musical-Letterario del brano L'Essenza – feat. Franco Battiato
- Omar Pedrini - Premio Lunezia élite per il Valore Musical-Letterario dell’album Che ci vado a fare a Londra?
- Marina Rei - Premio Lunezia Antologia per il Valore Musical-Letterario del brano I miei complimenti
- Enrico Ruggeri - Premio Lunezia Canzone d'autore per il Valore Musical-Letterario dell’album Pezzi di vita
- Mario Venuti - Premio Lunezia Antologia per il Valore Musical-Letterario del brano Crudele
- Zero Estensioni Neuronali - Premio Lunezia Prima Pubblicazione per il Valore Musical-Letterario dell’album La porta stretta
- Nina Zilli - Premio Lunezia Vintage Pop per il Valore Musical-Letterario dell’album Frasi & fumo

### 2016 - XXI edizione
- Baby K - Premio Lunezia Pop-Rap per il Valore Musical-Letterario del brano Brucia
- Edoardo Bennato - Premio Lunezia Rock d’Autore per il Valore Musical-Letterario dell’Album Pronti a salpare
- Joe Damiani - Premio Lunezia Menzione Speciale per il Valore Musical-Letterario del brano Siamo fragili
- Cristiano De André - Premio Lunezia Live per il Valore Musical-Letterario del Tour De André canta De André e Menzione Speciale al libro La versione di C.
- Chiara Dello Iacovo - Premio Lunezia Menzione Speciale per lo stile cantautorale
- Niccolò Fabi - Premio Lunezia Canzone d'autore per il Valore Musical-Letterario dell’Album Una somma di piccole cose
- Francesco Gabbani - Premio Lunezia Nuove Stelle per il Valore Musical-Letterario dell’Album Eternamente ora
- Filippo Graziani e Andrea Scanzi - Premio Lunezia Canzone a Teatro per il Valore Musical-Letterario dello spettacolo Fuochi sulla collina
- Fausto Leali - Premio Lunezia Interprete
- Luigi Mariano - Premio Lunezia Doc per il Valore Musical-Letterario dell’album Canzoni all’angolo
- La Scapigliatura - Premio Lunezia Future Stelle per il Valore Musical-Letterario dell’Album La Scapigliatura
- Paola Elena Ferri - Premio Lunezia Nuove Proposte sezione Autori di testo con il testo La melodia infinita
- The Kolors - Premio Lunezia Proposta Internazionale

### 2017 - XXII edizione
- Vinicio Capossela - Premio Lunezia Canzone d'autore per il Valore Musical-Letterario dell'album Canzoni della cupa
- Levante - Premio Lunezia Menzione Speciale per il Valore Musical-Letterario dell'album Nel caos di stanze stupefacenti
- Giuliano Sangiorgi - Premio Lunezia Menzione Speciale per il Valore Musical-Letterario del brano Lo sai da qui
- Daniele Silvestri - Premio Lunezia élite per il Valore Musical-Letterario dell'album Acrobati
- Thegiornalisti - Premio Lunezia Pop per il Valore Musical-Letterario dell'album Completamente Sold Out
- Ghali - Premio Lunezia Rap per il Valore Musical-Letterario dell'album Album
- Claudio Lolli - Premio Lunezia alla carriera
- Cosmo - Premio Lunezia Menzione Speciale
- Premi Stil Novo 2017 - Conferiti dal Centro Lunigianense di Studi Danteschi a:
  - Bungaro per l'album Maredentrolive
  - Serena Autieri per il musical Diana & Lady D.
  - Le Vibrazioni per l'album Le strade del tempo
  - Morgan per il testo La verità dall'album Da A ad A
  - Thomas per l'album Oggi più che mai
  - Alessio Bernabei per l'album Noi siamo infinito
  - Katres per il singolo Ormai ho deciso

### 2018 - XXIII edizione
- Alexia - Premio Lunezia Menzione Speciale per il valore Musical Letterario dell’album Quell'altra
- Carmen Ferreri - Premio Lunezia Menzione Speciale per il valore Musical Letterario dell’album La complicità
- Ennio Rega - Premio Lunezia Canzone d'autore il valore Musical-Letterario dell'album Terra Sporca
- Gemitaiz - Premio Lunezia Rap per il Valore Musical-Letterario dell’Album Davide
- Anna Tatangelo - Premio Lunezia interprete
- Gianna Nannini - Premio Lunezia Rock d'Autore per il valor Musical-Letterario delle sue canzoni
- Decibel - Premio Lunezia Menzione Speciale per il valore Musical Letterario dell’album L'anticristo
- The Bastard Sons of Dioniso - Premio Lunezia Menzione Speciale per il valore Musical Letterario dell'album Cambogia
- Afterhours - Premio Lunezia Rock per il Valore Musical Letterario dell'album Folfiri o Folfox
- Lo Stato Sociale - Premio Lunezia Indie Pop per il Valore Musical Letterario dell’album Primati
- Moreno Andreatta - Premio Musicare i Poeti conferito dal Centro Lunigianense di Studi Danteschi per avere musicato il tema Inferno d'amore (dal Canto V dell'Inferno di Dante)
- Premio Stil Novo 2018 - Conferiti dal Centro Lunigianense di Studi Danteschi a:
  - Giovanni Caccamo per l’album Eterno;
  - Raphael Gualazzi per la canzone L'estate di John Wayne;
  - Il Cile per l’album La fate facile;
  - L'Aura per l’album Il contrario dell'amore

### 2019 - XXIV edizione
- Enrico Nigiotti - Premio Lunezia per Sanremo per il valor Musical Letterario della canzone Nonno Hollywood
- Francesco Motta - Premio Lunezia élite per il valore Musical Letterario dell’album Vivere o morire
- Francesco Renga - Premio Lunezia Pop d’Autore per il valore Musical Letterario dell’album L'altra metà
- Gigi D'Alessio - Premio Lunezia Menzione Speciale per il valore Musical Letterario dell'album Noi due
- Negrita - Premio Lunezia Rock per il valore Musical Letterario dell’album I ragazzi stanno bene
- Simone Cristicchi - Premio Lunezia Canzone d'autore per il Valore Musical-Letterario dell'album Abbi cura di me
- Tedua - Premio Lunezia Rap per il valore Musical-Letterario dell'Album Mowgli
- Tiromancino - Premio Lunezia Menzione Speciale per il valore Musical-Letterario del brano Il vento del sud
- Saita - Premio Lunezia Nuove Proposte per il valore Musical Letterario del brano Niwrad
- Soniko - Premio Lunezia Cioè, Artista Teen Dell’Anno, per il brano Amare l'amore
- Francesco Brianzi e Alessandro Colpani - Premio Musicare i Poeti conferito dal Centro Lunigianense di Studi Danteschi per la migliore interpretazione del tema Speranza di Pace (dal canto VIII del Purgatorio di Dante)
- Premi Stil Novo 2019 - Conferiti dal Centro Lunigianense di Studi Danteschi a:
  - Gianluca Grignani per il ventennale della canzone Il giorno perfetto;
  - Aiello per la canzone Arsenico;
  - Dimartino per la canzone Afrodite;
  - Chiara per l’album Nessun posto è casa mia;
  - Nada per l’album È un momento difficile, tesoro;
  - Noemi per l'album La luna;
  - Andrea Mingardi per il tributo offerto all’arte canzone italiana e ai brani della grande Mina;
  - Paolo Belli per la storia e l’impegno a favore dell’arte canzone italiana;

### 2020 - XXV edizione
- Piero Pelù - Premio Lunezia Menzione Speciale per il valore musical-letterario del brano Gigante;
- Michele Bravi - Premio Lunezia Menzione Speciale per il valore musical-letterario del brano La vita breve dei coriandoli;
- Premi Stil Novo 2020 - Conferito dal Centro Lunigianense di Studi Danteschi a Giulia Molino per il valore musical-letterario del brano Le domeniche di maggio;
- Diodato - Premio Lunezia per Sanremo per il valore Letterario della canzone Fai rumore;
- Matteo Faustini - Premio Lunezia per Sanremo Nuove Proposte per il valore Musical Letterario della canzone Nel bene e nel male scritta assieme a Marco Rettani;
- Carlo Zarinelli -  Premio Musicare i Poeti conferito dal Centro Lunigianense di Studi Danteschi per la migliore interpretazione del tema "Il Buon Governo del mondo" (dal canto XI del Paradiso di Dante)

### 2021 - XXVI edizione
- Nek - Premio Lunezia Menzione Speciale per il valore musical-letterario dell'album Il mio gioco preferito: parte seconda
- Vegas Jones - Premio Lunezia RAP per il valore musical-letterario dell'album La bella musica
- Madame - Premio Lunezia per Sanremo per il valore letterario della canzone Voce
- Davide Shorty - Premio Lunezia per Sanremo Nuove Proposte per il valore musical-letterario della canzone Regina
- Eliza G - Premio Lunezia Menzione Speciale per il valore musical-letterario del brano A un passo dal deserto
- Walter Ricci - Premio Lunezia Menzione Speciale per il valore musical-letterario del brano Del resto
- Lollo G. - Premio Indieffusione nell'ambito del Premio Lunezia per il brano Ho voglia di te
- Benedetto Alchieri - Premio Pro Loco di Aulla nell'ambito del Premio Lunezia per il brano Stai su
- Stefano Faggioni - Premio Musicare i Poeti conferito dal Centro Lunigianense di Studi Danteschi per la migliore interpretazione del tema "Vergine Madre" (dal canto XXXIII del Paradiso di Dante)

### 2022 - XXVI edizione
- Giovanni Truppi - Premio Lunezia per Sanremo per il valore Letterario della canzone Tuo padre, mia madre, Lucia
- Il Tre - Premio Lunezia Menzione Speciale per il valore musical-letterario per l'album Ali
- Rossana Casale, Grazia Di Michele e Mariella Nava - Premio Lunezia Élite per il valore musical-letterario per l'album Trialogo (Cantautrici)
- Cristiano Malgioglio - Premio Lunezia Autore e Interprete per aver contribuito alla qualità musical-letteraria delle canzoni italiane, oltre ad aver divulgato l'importanza dell'autorato nell'arte-canzone
- Nashley - Premio Lunezia Menzione Speciale per il valore musical-letterario del brano Giovane e Triste

### 2023 - XXVII edizione
- Coma Cose - Premio Lunezia per Sanremo per il valore Letterario del brano  L'addio
- Niveo - Premio Lunezia Generazione Z per il valore musical-letterario del brano Nuvole[31]
- Morgan e Pino Strabioli - Premio Lunezia per la qualità tematica della trasmissione televisiva StraMorgan[32]
- Angelina Mango - Premio Lunezia Menzione Speciale per il valore musical-letterario del brano Ci pensiamo domani[33]
- Bresh - Premio Lunezia Menzione Speciale per il valore musical-letterario del brano Altamente mia[34]
- Max Pezzali - Premio Lunezia per il valore musical-letterario del brano L'universo tranne noi[35]
- Sergio Caputo - Premio Lunezia Antologia per il brano Un sabato italiano[35]
- Clara - Premio Lunezia per il valore musical-letterario del brano Boulevard[36]

### 2024 - XXVIII edizione
- Negramaro -  Premio Lunezia per Sanremo per il valore Letterario del brano Ricominciamo tutto [37]
- Irene Grandi - Premio Lunezia per il valore musical-letterario del brano Fiera di me[38]
- Paola & Chiara - Premio Lunezia per il valore musical-letterario del brano Furore[39]
- Coma Cose -  Premio Lunezia per il valore musical-letterario del brano Malavita[40]
- AKA 7even - Premio Lunezia per il valore musical-letterario del brano Non dimenticare
- BigMama - Premio Lunezia per il valore musical-letterario del brano Veleno
- Jalisse - Premio Lunezia per il valore musical-letterario del brano No no no no!
- Piotta - Premio Lunezia Canzone d'autore
- Evanescence - Premio Lunezia International[38]
- Albe - Premio Lunezia New Generation

### 2025 - XXIX edizione
- Simone Cristicchi -  Premio Lunezia per Sanremo per il valore emozionale del brano Quando sarai piccola[41].
- Francesca Michielin - Premio Lunezia Pop d'autore per il valore musical-letterario del brano Francesca[42]
- Kaput - Premio Nuove stelle per il valore musical letterario del brano Provinciale
- La Niña - Premio Elite per il furore di poesia popolare e rivolta femminile
- Luk3 - Premio New Generation per il valore musical-letterario del brano Canzoncine
- Rita Pavone - Premio alla carriera per il valore musicale e letterario delle sue opere